# Парламентские выборы во Франции (1893)
Парламентские выборы во Франции 1893 года были 6-ми парламентскими выборами Третьей республики и проходили 20 августа (первый тур) и 3 сентября (второй тур). Выборы проходили сразу после скандальных антикоррупционных разоблачений, связанных со строительством Панамского канала. В результате этого половина депутатского корпуса была полностью обновлена. Левые получили подавляющее большинство: 488 из 581 места.

## Результаты
| Партия                                    | Места |
| ----------------------------------------- | ----- |
| Социалисты                                | 33    |
| Радикал-социалисты                        | 16    |
| Умеренные республиканцы                   | 317   |
| Радикалы                                  | 122   |
| Прогрессисты                              | 254   |
| Rallies (партия католиков-республиканцев) | 35    |
| Монархисты                                | 58    |
| Всего                                     | 581   |

## Внешние ссылки
- Парламентские выборы 1893 года